# Sahuaripa
Sahuaripa là một đô thị thuộc bang Sonora, México. Năm 2005, dân số của đô thị này là 5792 người.